# Мост Ватерлоо
Мост Ватерло́о (англ. Waterloo Bridge) — арочный мост через Темзу в Лондоне, соединяющий Вестминстер и Ламбет.
Современный мост был открыт в 1945 году на месте построенного в 1817 году одноимённого моста, названного в честь победы в Битве при Ватерлоо. Балочный мост Ватерлоо имеет серый цвет, конструкция схожа с построенным в 1973 году Лондонским мостом, но Ватерлоо имеет 4 опоры, а Лондонский — две.

## В искусстве
- «Мост Ватерлоо» — цикл картин французского художника-импрессиониста Клода Моне.
- «Мост Ватерлоо» — пьеса Роберта Шервуда, которая легла в основу нескольких фильмов: 
  - «Мост Ватерлоо»[англ.] (1931, реж. Джеймс Уэйл);
  - «Мост Ватерлоо» (1940, реж. Мервин Лерой);
  - «Габи»[англ.] (1956, реж. Кёртис Бернхардт).